# Миндрулок
Миндрулок (рум. Mândruloc) — село у повіті Арад в Румунії. Входить до складу комуни Владіміреску.
Село розташоване на відстані 409 км на північний захід від Бухареста, 11 км на схід від Арада, 46 км на північний схід від Тімішоари.

## Населення
За даними перепису населення 2002 року у селі проживали 1092 особи, з них 1080 осіб (98,9%) румунів. Рідною мовою 1079 осіб (98,8%) назвали румунську.